# Кіровський район (Північна Осетія)
Кіровський район (рос. Кировский район, ос. Кировы район) — адміністративна одиниця республіки Північна Осетія Російської Федерації.
Адміністративний центр — село Ельхотово.

## Адміністративний поділ
До складу району входять 7 сільських поселень:
1. Дарг-Коське сільське поселення (село Дарг-Кох)
2. Змейське сільське поселення (станиця Змейська)
3. Іранське сільське поселення (село Іран)
4. Карджинське сільське поселення (село Карджин)
5. Комсомольське сільське поселення (село Комсомольське)
6. Ставд-Дуртське сільське поселення (село Ставд-Дурт)
7. Ельхотовське сільське поселення (село Ельхотово)